# Tilsworth
Tilsworth – wieś w Anglii, w hrabstwie ceremonialnym Bedfordshire, w dystrykcie (unitary authority) Central Bedfordshire. Leży 27 km na południe od centrum miasta Bedford i 55 km na północny zachód od centrum Londynu. W 2007 miejscowość liczyła 410 mieszkańców.